# Fotofinlandia
Fotofinlandia är en finländsk fototävling.
Fotofinlandia är en jurybedömd fototävling som arrangerats av Finnfoto (Föreningen Finlands fotografiska organisationer) för finländska fotografer sedan 1988 med ett eller flera års mellanrum. Prissumman är 20 000 euro.

## Pristagare
- 1988 Sakari Kiuru
- 1989 Jyrki Parantainen
- 1990 Vertti Teräsvuori
- 1992 Jorma Puranen
- 1994 Raoul Grünstein
- 1996 Raakkel Närhi
- 2000 Elina Brotherus
- 2004 Jari Silomäki
- 2006 Harri Kallio
- 2008 Hannes Heikura
- 2011 Maija Tammi
- 2014 Perttu Saksa
- 2016 Yehia Eweis
- 2018 Markus Varesvuo
- 2020 Johanna Sjövall